# Federico Silva Muñoz
Federico Silva Muñoz (Benavente (province de Zamora), 1923 - Madrid, 1997) était un juriste, professeur d'université, homme politique, administrateur d’entreprise, académicien et auteur espagnol.
Titulaire d’un doctorat en droit, il entra comme juriste dans la haute fonction publique, tout en menant parallèlement une carrière d’enseignant universitaire. Sociétaire de l’association catholique laïque ACNdP, et par là partisan du corporatisme et d’un État fort, il contribua pourtant en 1964 à faire échec à un projet promu par la Phalange et tendant au totalitarisme. Nommé à la tête du ministère des Travaux publics, il mit en œuvre avec grande énergie de 1965 à 1970 quantité de projets d’infrastructure, dans les domaines routier, ferroviaire, hydraulique et portuaire. Après la Transition démocratique, il se présenta aux électeurs sous différentes étiquettes conservatrices, et réussit à se faire élire député. Rejetant la nouvelle constitution, qu’il jugeait devoir amener le démantèlement de l’Espagne, il se retira de la politique après son adoption par référendum en 1978, mais cofonda néanmoins un nouveau parti en 1979, qui disparut à son tour en 1983. Silva Muñoz allait se consacrer désormais à ses activités d’académicien et d’intellectuel et continuer à remplir des fonctions d’administrateur d’entreprise.

## Formation, parcours professionnel et vie privée
Né en 1923 à Benavente, petite ville de la province de Zamora, Federico Silva Muñoz s’affilia de bonne heure, dès 1945, à l’Association catholique nationale de propagandistes (Asociación Católica Nacional de Propagandistas, ACNdP), dont il devait plus tard devenir secrétaire général, puis vice-président,. En 1945, il obtint un doctorat en droit à l’université de Madrid, avec une thèse rédigée sous la direction de José Larraz et récompensée par le prix extraordinaire de l’université complutense en 1947, puis fut nommé professeur d’économie politique à la faculté de droit de la même université. En 1952, il entra sur concours dans le Corps des avocats de l’État et, simultanément, dans celui des Letrados (experts) du Conseil d’État. Il exerça à partir de 1961 comme procurateur (=député) aux Cortes franquistes et présida la Compañía Arrendataria del Monopolio de Petróleos (littér. Compagnie adjudicataire du monopole des pétroles, mieux connu sous son acronyme CAMPSA). En 1976, lors de la Transition démocratique, il fut le fondateur et premier président du parti Alianza Popular (actuel Partido Popular) et siégea de 1977 à 1979 comme député aux Cortes pour la province de Zamora.
Il contracta mariage avec Rosario de Lapuerta Quintero (1930-2012), avec qui il eut neuf enfants, parmi lesquels Rosario, avocate générale de l’État, et Marta, avocate générale de l’État et directrice du Service juridique de l’État. Décédé à Madrid le 12 août 1997, Silva Muñoz fut inhumé dans la crypte néo-romane de la cathédrale de la Almudena de la capitale.

## Activité au sein de l’Association catholique de propagandistes
Silva Muñoz s’affilia à l’Association catholique nationale de propagandistes (ACNdP) à l’automne 1945, se signalant bientôt comme un membre fort actif dans les milieux catholiques, et se mit, à la suite d’une conversation avec Fernando Martín-Sánchez, alors président de l’Association, à fréquenter les dénommés Cercles d’étude (séances de formation théorique et pratique) de l’ACNdP, jusqu’à ce qu’il soit décidé dans les premiers mois de 1946 de mettre en place des Cercles d’études réservés aux seules jeunes sociétaires, dans un premier temps seulement à Madrid sous la direction de Martín-Sánchez. Il est à souligner que dans l’immédiat après-guerre civile, en particulier depuis la disparition de la Confédération nationale des étudiants catholiques, l’une des pépinières naturelles de propagandistas, l’Association peinait fortement à intégrer de nouveaux jeunes, ce qui ne laissait de préoccuper son président.
Nombre de ces jeunes sociétaires se déclaraient certes favorables à un État corporatif et fort, mais prônaient en même temps un État qui admettrait d’autres mouvements n’adhérant pas intégralement au monolithisme idéologique en matière de relations entre Église et État. À la première réunion du Cercle d’études pour jeunes tenue à Madrid en juillet 1946, Silva Muñoz en fut nommé secrétaire et devait commenter plus tard dans ses mémoires : « le Cercle de Jeunes a été une école inestimable de préparation à la vie publique sous toutes ses modalités » et « une tentative de formation d’une classe politique pour le futur de l’Espagne ». Aussi, lors de l’assemblée des Secrétaires en mai 1948, Silva Muñoz insista-t-il sur la nécessité de créer d’autres Cercles de jeunes, et de là, sur l’opportunité de fonder une section Jeunes au sein de l’ACNdP. Quand ce fut chose faite, c’est logiquement Silva Muñoz lui-même qui en fut désigné président. Les Jeunes allaient ensuite disposer d’un espace en pages intérieures du Boletín de la ACNdP, où ils avaient le loisir de rendre compte de leurs activités et aspirations, tant spirituelles que politiques.

## Opposition à la Phalange
Silva Muñoz allait jouer un certain rôle politique en 1964, lorsque le phalangiste José Solís Ruiz, secrétaire général du Mouvement, tenta de faire passer certains appendices de la loi sur les associations de famille (Ley de Asociaciones de Familia). Le débat portait sur la mise en place des voies organiques de participation politique telles que prévues dans la loi sur les principes du Mouvement national (Ley de Principios del Movimiento Nacional), dont notamment l’élection de procurateurs (=députés aux Cortes) au titre de chef de famille. La manœuvre conçue par le secrétariat général du Mouvement consistait à canaliser et articuler la participation familiale dans le seul cadre des organisations du Mouvement lui-même présentes dans chaque municipalité. Sur ce point, Silva Muñoz s’exprima comme suit dans ses mémoires : 

« Du point de vue de l’Église catholique, cela impliquait une négation du caractère naturel et suprapolitique de la famille ; et du point de vue politique, c’était, ainsi que je l’ai déjà signalé, une tentative déguisée de contrôler les futures et d’ores et déjà prévisibles élections de procurateurs familiaux, car il est particulièrement important de souligner que l’on voulait, du moins dans le projet, attribuer à ces associations la faculté exclusive de présenter des candidats. »

Un groupe de prélats confia à Silva Muñoz le soin de rédiger une note à l’intention du président des Cortes, Esteban Bilbao, note dans laquelle les signataires indiquaient ne pas croire qu’avec la proposition de Solís « on se conformerait aux principes du droit naturel, lesquels garantissent que la famille soit constituée en cellule sociale de base, tant de la société civile que de l’Église, et [estimaient] aussi [que ladite proposition] ne favorise pas l’unité des Espagnols ». Selon ce qu’affirme Silva Muñoz dans ses mémoires, Bilbao « reçut la note avec une vive satisfaction et il ne fallut que peu heures ensuite pour qu’elle se retrouve aux mains de Franco. On ne reparla plus de ce maudit projet ».
En 1965, le ministre de l’Information Manuel Fraga parvint à faire passer en conseil des ministres une loi sur la presse, qui desserrait la censure a priori, mais vis-à-vis de laquelle Franco et Carrero Blanco se montraient fort réticents. Silva Muñoz (et avec lui López Rodó) eut à cœur d’épauler Fraga dans ses tentatives, finalement fructueuses, d’emporter l’adhésion décisive du Caudillo. En 1967, alors que les phalangistes de la vieille garde (Solís, Muñoz Grandes, Nieto Antúnez) mettaient tous leurs efforts à maintenir telles quelles les anciennes modalités du pouvoir franquiste, notamment en essayant de ralentir la mise en application de la loi organique de 1967, Silva Muñoz, avec à ses côtés Carrero Blanco et López Rodó, s’affairaient à convaincre Franco de limiter le pouvoir du Mouvement et de remiser définitivement le système à parti unique.
En décembre 1970, après que le conseil de guerre de Burgos eut condamné à mort six militants de l’ETA, Silva Muñoz figurait parmi les ministres en exercice qui plaidaient la grâce et dont l’action (couplée à une campagne internationale) réussit à l’obtenir.

## Carrière d’enseignant et d’académicien
Silva Muñoz exerça comme professeur d’économie politique à la faculté de droit de l’université de Madrid, comme directeur du cursus de sociologie à l’université internationale Menéndez Pelayo de Santander, comme enseignant à l’Escuela de Estudios Tributarios (École de science fiscale), et comme professeur à l’université Santa María de la Rábida, à Huelva.
Membre de l’Asociación Católica de Propagandistas (ACNdP), il fut aussi président des patronages du Colegio Mayor Universitario San Pablo et du Centre d’études universitaires (CEU, fondé par l’ACNdP), et siégea au Conseil supérieur de l’enseignement de l’Église. Il intervint comme membre de la Commission permanente de l’Institut d’études politiques (Instituto de Estudios Políticos) de Madrid, comme membre de différentes Commissions du Plan de développement, comme vice-président de la Troisième Section de la Politique fiscale et de crédit de la Chambre officielle de commerce de Madrid, et comme membre du Comité de gestion de l’Escuela de Ciudadanía Cristiana (École de citoyenneté chrétienne).
Silva Muñoz était sociétaire de l’Académie royale des sciences morales et politiques, membre correspondant de l’Académie royale de jurisprudence et de législation, et membre attitré de la l’Académie royale San Dionisio des sciences, arts et lettres de Jerez de la Frontera.

## À la tête du ministère des Travaux publics (1965-1970)
Dans les années 1960, Silva Muñoz contribua à élaborer et à mettre à exécution les Plans de développement du gouvernement, avant d’être appelé en 1965 à prendre la tête du ministère des Travaux publics, où il déploya à ce titre un dynamisme tel qu’il fut surnommé « ministre Efficacité » (ministro Eficacia). En effet, il mit en œuvre un vaste programme de construction d’équipements (autoroutes, barrages, liaisons ferroviaires, etc.), au point de transformer substantiellement l’Espagne du point de vue de ses infrastructures. Il s’appliqua à réaliser le plan Red de Itinerarios Asfálticos (littér. Réseau d’itinéraires asphaltés, ou REDIA), destiné à faciliter le trafic automobile, alors en forte croissance, par l’uniformisation du réseau routier espagnol, en prescrivant notamment que l’ensemble des routes disposent d’une chaussée de sept mètres de largeur et de deux mètres et demi d’accotement, qu’il soit remédié aux virages dangereux et aux déclivités trop importantes, et que des voies lentes soient aménagées à l’usage des poids lourds.
Silva Muñoz, après avoir agréé le Plan d’autoroutes nationales d’Espagne (PANE), accomplit les démarches administratives nécessaires à sa mise en œuvre (par financements privés), en attribuant les adjudications et en mettant en marche la construction des premières autoroutes espagnoles, à savoir : les tronçons Barcelone-La Junquera et Montgat-Mataró, adjugés le 26 janvier 1967 ; la liaison autoroutière Barcelone-Tarragone le 18 janvier 1968, par voie de décret ; le tronçon Behobia-Bilbao le 14 mars 1968, par décret ; l’autoroute Séville-Cadix le 17 juin 1969, également par décret ; et enfin la liaison Villalba-Adanero, en ce compris le deuxième tunnel de Guadarrama, concédé le 18 janvier 1968.
Dans le domaine des infrastructures ferroviaires, Silva Muñoz acheva la liaison directe Madrid-Burgos, mit en service le quai d’embarquement de ce qui est aujourd’hui la gare de Madrid-Chamartín-Clara Campoamor, et donna ordre de rénover une grande partie du réseau ferré, par la pose de rails de 54 kg/m autorisant des vitesses plus élevées. En 1969, il réussit, grâce au train Talgo, le raccordement de la Renfe au système ferroviaire à écartement européen.
En matière d’ouvrages hydrauliques, il lança, au terme de longues et ardues démarches administratives, les travaux du canal de dérivation (trasvase) Tage-Segura, grâce auquel put être créée une zone d’irrigation dans les campagnes autour de Murcie et d’Alicante et de développer une agriculture moderne. Ce projet constitue la première phase d’une politique subséquente de trasvases destinés à corriger les déséquilibres hydrauliques sur le territoire espagnol.
D’autre part, s’attachant à résoudre le problème de l’approvisionnement en eau potable de Madrid, Silva Muñoz décida la construction du barrage d’El Atazar, l’ouvrage d’art le plus important du complexe hydraulique dit Canal de Isabel II, dont la construction fut adjugée le 22 septembre 1965 et achevée le 19 juillet 1972. Grâce à cet ouvrage, conçu en forme de voûte, la capacité du barrage s’accrut de 240 %, passant de 223,4 à 549,5 hm2.
En ce qui concerne les équipements portuaires, Silva Muñoz fit aménager le port de Bilbao et résolut le problème du gabarit du port d’Isla Cristina (dans la province de Huelva, sur la frontière portugaise) en permettant la mise en œuvre d’un projet de construction de digues le long de chacune des berges de l’estuaire ría Carreras, à l’effet d’éviter l’accumulation de sédiments qui en réduisaient la capacité.

## Tardofranquisme et Transition démocratique
Lors du remaniement ministériel d’octobre 1969, décidé dans le sillage de l’affaire Matesa, Franco refusa d’attribuer le portefeuille des Affaires étrangères à Silva Muñoz (lui préférant pour ce poste López-Bravo), seul point sur lequel le Caudillo s’écarta de la proposition de remaniement faite par Carrero Blanco. Alors que le gouvernement se trouvait de plus en plus confronté au mécontentement des travailleurs (avec un nouveau record du nombre de grèves en 1970) et à des conflits dans les universités, Silva Muñoz, quoique reconduit aux Travaux publics, fut l’un des rares ministres franquistes à présenter leur démission en 1970. Il alla occuper ensuite la présidence de la compagnie pétrolière CAMPSA, fonction qu’il combina de 1970 à 1975 avec la vice-présidence de Butano, entreprise de distribution de butane et de propane.
Lors de la Transition démocratique, il composa, aux côtés d’Adolfo Suárez (qui sera choisi par le roi Juan Carlos) et Gregorio López-Bravo, le trio de candidats aspirant à remplacer le premier ministre Carlos Arias Navarro à la suite de la démission de celui-ci. En sa qualité de dirigeant du parti démocrate-chrétien Action démocratique espagnole (ADE), il fut appelé à cofonder la fédération de partis Alliance populaire (figurant ainsi parmi les « Sept Magnifiques », c’est-à-dire les sept artisans de ladite alliance de partis), fédération à la présidence de laquelle il fut nommé à l’occasion de son premier congrès en mars 1977.
Fort critique vis-à-vis du texte constitutionnel porté par Manuel Fraga, considérant en particulier que les autonomies régionales auraient pour effet de démantibuler l’État espagnol, Silva Muñoz appela à voter non au référendum constitutionnel espagnol de 1978, et, bien qu’élu député aux Cortes en 1977, il prit la décision, au lendemain de l’adoption de cette nouvelle constitution, de se retirer de la politique. Tout comme Gonzalo Fernández de la Mora, il se retira également, lui et son organisation, de la fédération Alliance populaire. Estimant qu’il n'y avait pas d’« adéquation entre la droite sociologique réelle et sa représentation au Parlement », il se mit à la tête de la Droite démocratique espagnole (DDE), formation politique qui se présenta en 1979 avec une déclaration de principes à mi-chemin entre Fuerza Nueva et Alliance populaire, mais qui allait se dissoudre en 1983,.
Il fut le créateur en 1980 de la Fondation Balmes, dont il cofonda avec Gonzalo Fernández de la Mora la revue Razón Española (littér. Raison espagnole). En 1983, il siégea au conseil d’administration de La Editorial Católica.
Son dernier poste d’importance fut celui de membre du conseil d’administration de la firme Banesto — banque dans laquelle il était entré en sa qualité de lettré (en espagnol letrado, =expert) du Conseil d’État —, occupant ce poste jusqu’à l’arrivée de Mario Conde dans la banque en décembre 1987, date à laquelle il prit congé du conseil d’administration de ladite entité bancaire.

## Décorations
Parmi ses nombreuses décorations méritent plus particulièrement mention : la médaille française du Mérite, décernée en récompense pour le raccordement du Talgo au réseau ferroviaire français ; la médaille d’or à titre extraordinaire de la Députation de Barcelone ; la médaille d’or de la ville de Madrid ; la médaille d’or de San Sebastián ; la médaille d’or de la ville d’Huelva ; et la Grand-Croix de Charles III.

### Écrits de Silva Muñoz
- La transición inacabada, Barcelone, Planeta, coll. « Textos », 1980, 222 p. (ISBN 978-8432006234).
- Memorias políticas, Barcelone, Planeta, coll. « Espejo de España », 1993, 464 p. (ISBN 978-8408002208)[26].